# قصير الأجنحة
قصير الأجنحة (الاسم العلمي: Brachypteryx)، جنس طير من فصيلة خاطفات الذباب العالم القديم. تضم ستة أنواع توجد في جنوب شرق آسيا.